# Darí
Darí (persky دری‎, afghánská perština) je perský jazyk (resp. varianta/soubor nářečí perštiny) mluvený na území Afghánistánu. Je to jedna ze tří současných spisovných podob klasické perštiny. Oficiálně byl afghánskou vládou uznán v roce 1964, z tohoto důvodu je v mnoha západních zdrojích také známé jako afghánská perština. V afghánské ústávě je zakotveno, že je darí spolu s paštunštinou jeden ze dvou úředních jazyků Afghánistánu. Darí se hovoří zejména v centrální a severní části Afghánistánu.

## Příklady

### Číslovky
| Číslice | Darí | Transliterace | Česky |
| ۱       | یک   | yak           | jeden |
| ۲       | دو   | du            | dva   |
| ۳       | سه   | si            | tři   |
| ۴       | چهار | čahár         | čtyři |
| ۵       | پنج  | panj          | pět   |
| ۶       | شش   | šaš           | šest  |
| ۷       | هفت  | haft          | sedm  |
| ۸       | هشت  | hašt          | osm   |
| ۹       | نه   | nu            | devět |
| ۱۰      | ده   | da            | deset |

## Vzorový text
Otče náš (modlitba Páně):
Ay Padare āsmānī mā, nāme tu muqqadas bād.
Pādšahī tu biyāyad, irāda yi tu haman ṭōr ki dar āsmān
ajrā mēšavad, dar zamīn nīz ajrā šavad.
Nāni rōzana yi mā ra imrōz ba mā bideh.
Xatā mā ra bebaxš,
čenanki mā nīz kasānī rā ki ba mā xatā kardand mēbaxšīm.
Mā ra az wasūsahā dōr nagahdār wa az
sharīr rahīyi dah. Āmīn.

### Všeobecná deklarace lidských práv
| darí          | درى تمام افراد بشر آزاد زاده میشوند و از لحاظ حیثیت و کرامت و حقوق با هم برابراند. همگی دارای عقل و وجدان هستند و باید با یکدیگر با روحیه ای برادرانه رفتار کنند.                                    |
| transliterace | Tamām-e afrād-e bašar āzād zāda mēšavand va az liḥāż-i ḥais̱īyat-u karāmat-u ḥuqūq bā ham barābarānd. hamagī dārā-ye ʿaql-u vjjdān hastand va bāyad bā yakdīgar bā rūḥīya-ē barādarāna raftār kunand. |
| česky         | Všichni lidé se rodí svobodní a sobě rovní co do důstojnosti a práv. Jsou nadáni rozumem a svědomím a mají spolu jednat v duchu bratrství.                                                           |